# 프레쉬 (1994년 영화)
프레쉬(Fresh)는 미국에서 제작된 보아즈 야킨 감독의 1994년 드라마 영화이다. 숀 넬슨 등이 주연으로 출연하였고 로렌스 벤더 등이 제작에 참여하였다.

## 출연

### 주연
- 숀 넬슨
- 지안카를로 에스포지토
- 사무엘 L. 잭슨

### 조연
- 엔부쉬 라이트
- 론 브라이스
- 장 라메어
- 조시 주니가
- 루이스 랜티구아
- 이얼 바즈퀫즈

## 제작진
- 공동제작: 크리산 버기스
- 미술: 댄 라이
- 의상: 엘렌 루터
- 배역: 더글러스 아이벨